# Bataille du cap Saint-Vincent (1621)
Pour les articles homonymes, voir Bataille du cap Saint-Vincent.
 (août 2008).
Si vous disposez d'ouvrages ou d'articles de référence ou si vous connaissez des sites web de qualité traitant du thème abordé ici, merci de compléter l'article en donnant les références utiles à sa vérifiabilité et en les liant à la section « Notes et références ».
Guerre de Trente Ans
Batailles
La bataille du cap Saint-Vincent ou en anglais : bataille de Gibraltar est une bataille navale qui opposa en 1621 l'Espagne et les Provinces-Unies durant la guerre de Trente Ans. La bataille a lieu près du cap Saint-Vincent qui se trouve aujourd'hui au sud du Portugal. Elle est remportée par l'Espagne.

## Le contexte

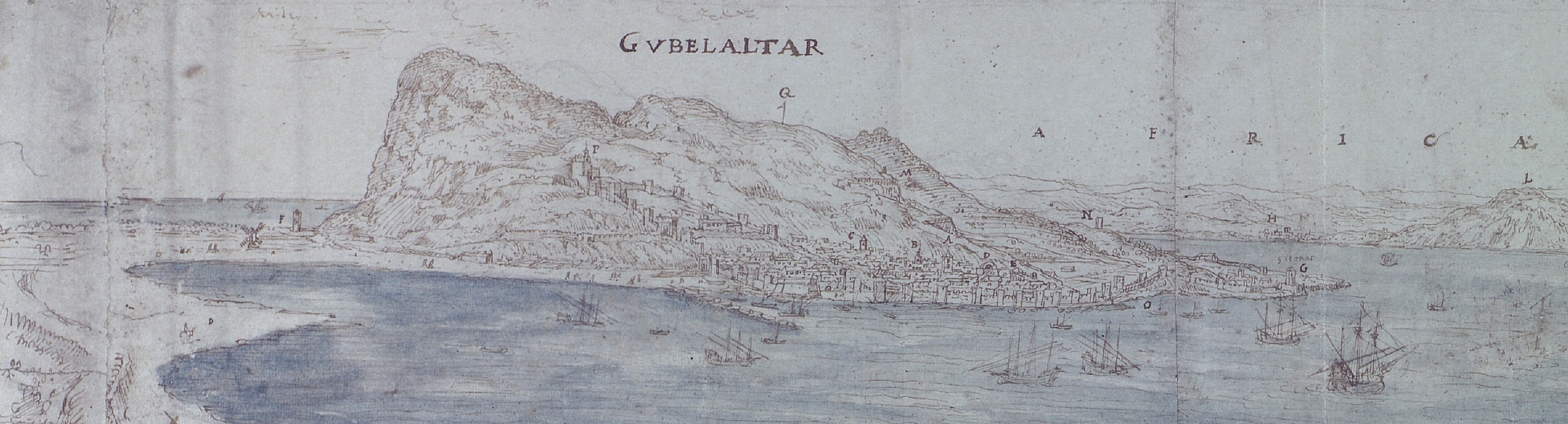
Dessin de la baie de Gibraltar en 1567, Anton van den Wyngaerde

Une trêve dans la Guerre de Quatre-Vingts Ans opposant l'Empire espagnol et la  République néerlandaise rebelle a permis à l'amiral basco-espagnol Miguel de Vidazabal, commandant de l'escadre espagnole de Gibraltar, de coopérer avec les navires néerlandais contre les pirates barbaresques, ou corsaires. Cela a abouti à la capture de seize navires corsaires amenés à Gibraltar. La trêve est cependant rompue en 1621 après douze ans. Les Hollandais ont lancé une offensive navale avec l'entrée en Méditerranée d'une flotte néerlandaise-danoise de trente et un navires.
Neuf navires de la flotte espagnole quittèrent Cadix le 31 juillet 1621 sous les ordres de don Fadrique de Toledo y Osorio, en direction du cap Saint-Vincent. La flotte était composée du galion Santa Teresa, navire amiral, 3 autres de 450 tonnes, 3 de 330 tonnes et deux pataches. Le 6 août, ils reçoivent des informations concernant la présence de 26 navires ennemis ancrés près de Torremolinos.
Ces 9 navires espagnols étaient envoyés par Philippe IV à la demande du comte d'Olivares, pour s'opposer aux Hollandais qui continuaient à attaquer les possessions espagnoles malgré la trêve de 1609. Sachant grâce aux espions qu'une flotte hollandaise provenait de Venise et transportait des richesses, il fut décidé de l'attaquer. La flotte « del Mar Oceano » fut donc réunie, à laquelle doivent s'ajouter 4 navires commandés par Don Martin de Vallecilla provenant du Portugal et 9 autres de la flotte de Biscaye aux ordres de Don Francisco de Acevedo, soit au total 22 navires.

## Les prémices
Du fait de plusieurs imprévus, seuls les 9 de la Mar oceano furent prêts pour la date prévue. Craignant que les renforts n'arrivent qu'en faible nombre et se fassent écraser, une réunion de l'état-major des neuf navires fut organisée, et il fut décidé de tout de même passer à l'attaque malgré l'infériorité numérique. Le 8 août, les navires espagnols jetaient l'ancre dans la baie d'Algésiras.
Le 9 août les navires hollandais furent aperçus près de Ceuta ; les pataches, qui sont des navires d'exploration furent envoyées en reconnaissance tandis que le reste de l'escadre patrouillait dans le détroit dans l'attente de l'adversaire,. Durant le reste de la journée et durant la nuit, les Espagnols suivirent les mouvements des Hollandais.
Le 10 août au matin, les Hollandais sont aperçus. Le convoi naviguait en deux groupes, le principal composé de vingt-quatre navires sous le commandement de l'amiral Willem Haultain de Zoete et le second de sept. Face aux navires espagnols, l'escorte hollandaise de 12 navires se forma rapidement en demi-lune.
Les Hollandais étaient confiants dans leur évidente supériorité numérique : douze navires de guerre et des navires marchands également armés face à sept espagnols. Leurs ordres étaient de refuser le combat sauf si nécessaire, de concentrer et de protéger le précieux convoi. De surcroit, deux des galions hollandais étaient plus puissants que la majorité des navires de la flotte espagnole, à l'exception du Santa Teresa, le plus puissant des navires présents.

### La bataille
La tactique espagnole est d'infiltrer le navire amiral entre la formation adverse, pour attirer le feu ennemi, tandis que le reste de la flotte suivait et attaquait les navires hollandais à portée.
Le Santa Teresa tira au canon pour sommer les Hollandais de se rendre, ce qu'ils ne firent pas; il se faufila entre les Hollandais sans ouvrir le feu, jusqu'à être côte à côte avec les navires ennemis et cela afin d'augmenter la puissance dévastatrice de ses salves. Il subit une décharge d'artillerie et de mousquets à moyenne distance. Au moment propice, il fit feu. 
La première salve du Santa Teresa causa tant de dommages au premier navire hollandais que ce dernier dut se retirer. Poursuivant son action, le Santa Teresa tira bordée sur bordée sur tout bâtiment hollandais à portée. Le galion qui naviguait juste derrière attaqua et aborda un navire adverse, qui se rendit.
Le Santa Ana réussit également à aborder un autre navire et à le capturer. L'une des pataches attaqua et aborda à son tour un navire hollandais, malgré la nette différence entre les deux navires.
Le Santa Teresa traversa toute la ligne ennemie et fit demi-tour pour attaquer de nouveau, affrontant deux navires hollandais, il en démâta et incendia l'un, et captura l'autre. Le feu du navire hollandais manqua de peu de se propager au navire amiral espagnol. Le navire espagnol était partiellement démâté, mais il vira tout de même pour achever par la suite le navire hollandais incendié.
Les Hollandais rescapés tentent de fuir et le combat prend fin à 15 h.

## Conséquences
Deux navires hollandais furent capturés et cinq détruits pour aucune perte espagnole.
Le roi fut très satisfait de ce résultat et récompensa don Fadrique du grade de capitaine général des gens de guerre. Il ordonna de peindre plusieurs tableaux qui recréèrent différentes phases du combat, pour célébrer cette prouesse.

## Sources
- (es) Agustin Ramon Rodriguez Gonzalez, Victorias por mar de los Españoles, Madrid, Grafite, coll. « biblioteca de Historia », 2006 (ISBN 9788496281387), p. 121-128
- (es) V. San Juan, La batalla naval de las Dunas, Madrid, Silex, 2007 (ISBN 9788477371847)
- (en) W. G. F. Jackson, The Rock of the Gibraltarians : a history of Gibraltar, Rutherford, Farleigh Dickinson University Press, 1987 (ISBN 9780838632376).
- (es) Cesáreo Fernández Duro, Armada española desde la unión de los reinos de Castilla y de León, vol. 4, Madrid, Rivadeneyra, 1898 (OCLC 4413652)